# Liste der orbitalen Raketenstarts (2020)

## Startliste
Januar – Februar – März – April – Mai – Juni – Juli – August – September – Oktober – November – Dezember
| Datum (UTC)              | Raketentyp                   | Startplatz      | Nutzlast | Art / Zweck | COSPAR-ID |
| Januar 2020              | Januar 2020                  | Januar 2020     | Januar 2020 | Januar 2020 | Januar 2020 |
| ------------------------ | ---------------------------- | --------------- | --- | --- | --- |
| 7. Jan. 2020 02:19       | Falcon 9                     | CCAFS 40        | Starlink v1.0 L2 | 60× Kommunikation | 01A–01BM |
| 7. Jan. 2020 15:20       | CZ-3B/G3                     | Xichang 2       | TJS-5 | TE/Kommunikation oder Aufklärung | 02A |
| 15. Jan. 2020 02:53      | CZ-2D                        | Taiyuan 9       | Jilin 1 Kuanfu-1 ÑuSat-7, 8 Tianqi 5 | Erdbeobachtung 2× Erdbeobachtung Internet der Dinge | 03A 03B, 03C 03D |
| 16. Jan. 2020 03:02      | Kuaizhou-1A                  | Jiuquan S-E2    | Yinhe-1 | TE/Kommunikation | 04A |
| 16. Jan. 2020 21:05      | Ariane 5 ECA                 | CSG A-3         | Eutelsat Konnect GSAT-30 | Kommunikation | 05B 05A |
| 29. Jan. 2020 14:06      | Falcon 9                     | CCAFS 40        | Starlink v1.0 L3 | 60× Kommunikation | 06A–6BM |
| 31. Jan. 2020 02:56      | Electron/KS                  | Mahia 1A        | USA 294 (NROL-151) | ? | 07A |
| Februar 2020             |                              |                 | | | |
| 6. Feb. 2020 21:42       | Sojus-2/Fregat               | Baikonur 31/6   | OneWeb 2 | 34× Kommunikation | 08A–08AK |
| 9. Feb. 2020 01:34       | H-IIA 202                    | TNSC Y1         | IGS Optical 7 | Aufklärung | 09A |
| 9. Feb. 2020 ca. 15:45   | Simorgh                      | IKSC 2          | Zafar 1 | Erdbeobachtung | Fehlschlag |
| 10. Feb. 2020 04:03      | Atlas V 411 letzter Flug 411 | CCAFS 41        | Solar Orbiter | Raumsonde | 10A |
| 15. Feb. 2020 20:21      | Antares                      | MARS 0A         | Cygnus CRS-13 Red-Eye 2, 3 DeMi TechEdSat 10 | ISS-Versorgung Technologieerprobung TE ◻ | 11A 1998-067RM, RN 1998-067RP 1998-067RQ                                                                                    |
| 17. Feb. 2020 15:05      | Falcon 9                     | CCAFS 40        | Starlink v1.0 L4 | 60× Kommunikation | 12A–12BM |
| 18. Feb. 2020 22:18      | Ariane 5 ECA                 | CSG A-3         | JCSAT-17 GEO-Kompsat 2B | Kommunikation Ozeanografie | 13A 13B |
| 19. Feb. 2020 21:07      | CZ-2D                        | Xichang 3       | XJS-C bis -F | Technologieerprobung | 14A, 14B, 14C, 14E |
| 20. Feb. 2020 08:24      | Sojus-2/Fregat               | Plessezk 43/3   | Meridian-M 19L | Kommunikation | 15A |
| März 2020                |                              |                 | | | |
| 7. März 2020 04:50       | Falcon 9                     | CCAFS 40        | Dragon CRS-20 G-Satellit Quetzal-1 ULTP (Lynk) | ISS-Versorgung Sportwerbung ◻ TE ◻ | 16A 1998-067RK 1998-067RL 11D                                                                                               |
| 9. März 2020 11:55       | CZ-3B/G3                     | Xichang 2       | Beidou-3 G2 | Navigation | 17A |
| 16. März 2020 13:34      | CZ-7A Erstflug 7A            | Wenchang 201    | Xinjishu Yanzheng 6 | Technologieerprobung | Fehlschlag |
| 16. März 2020 18:28      | Sojus-2/Fregat               | Plessezk 43/4   | Glonass-M | Navigation | 18A |
| 18. März 2020 12:16      | Falcon 9                     | KSC 39A         | Starlink v1.0 L5 | 60× Kommunikation | 19A–19BM |
| 21. März 2020 17:07      | Sojus-2/Fregat               | Baikonur 31/6   | OneWeb 3 | 34× Kommunikation | 20A–20AK |
| 24. März 2020 03:43      | CZ-2C                        | Xichang 3       | Yaogan 30-06 | 3× Aufklärung | 21A, 21B, 21C |
| 26. März 2020 20:18      | Atlas V 551                  | CCAFS 41        | AEHF-6 TDO-2 | Militärkommunikation SSS ◻/12U | 22B 22A |
| April 2020               |                              |                 | | | |
| 9. April 2020 08:05      | Sojus-2                      | Baikonur 31/6   | Sojus MS-16 | bemannte ISS-Mission | 23A |
| 9. April 2020 11:46      | CZ-3B/G2                     | Xichang 2       | Nusantara Dua | Kommunikation | Fehlschlag |
| 22. April 2020 ca. 04:00 | Ghased Erstflug              | Schahrud        | Nour 1 | Militärsatellit | 24A |
| 22. April 2020 19:30     | Falcon 9                     | KSC 39A         | Starlink v1.0 L6 | 60× Kommunikation | 25A–25BM |
| 25. April 2020 01:51     | Sojus-2                      | Baikonur 31/6   | Progress MS-14 | ISS-Versorgung | 26A |
| Mai 2020                 |                              |                 | | | |
| 5. Mai 2020 10:00        | CZ-5B Erstflug 5B            | Wenchang 101    | Neues Raumschiff Wiedereintrittskörper | unbemannter Testflug Technologieerprobung | 27A 27B |
| 12. Mai 2020 01:16       | Kuaizhou-1A                  | Jiuquan S-E2    | Xingyun-2 | 2× Kommunikation | 28A, 28B |
| 17. Mai 2020 13:14       | Atlas V 501                  | CCAFS 41        | X-37B OTV-6 PRAM FalconSat-8 | Raumgleiter Technologieerprobung | 29A 29C |
| 20. Mai 2020 17:31       | H-IIB                        | TNSC Y2         | HTV-9 | ISS-Versorgung | 30A |
| 22. Mai 2020 07:31       | Sojus-2/Fregat               | Plessezk 43/4   | EKS 4 | Frühwarnsystem | 31A |
| 25. Mai 2020 19:50       | LauncherOne Erstflug         | MASP            | Starshine 4 Intern Sat Massesimulator | Reflektorkugel Ausbildung | Fehlschlag |
| 29. Mai 2020 20:13       | CZ-11                        | Xichang 4       | Xinjishu Shiyan-G Xinjishu Shiyan-H | Technologieerprobung | 32A, 32B |
| 30. Mai 2020 19:22       | Falcon 9                     | KSC 39A         | SpX-DM2 | bemannte ISS-Mission | 33A |
| 31. Mai 2020 08:53       | CZ-2D                        | Jiuquan S-94    | Gaofen 9-02 HEAD 4 | Erdbeobachtung AIS-Datensammlung | 34B 34A |
| Juni 2020                |                              |                 | | | |
| 4. Juni 2020 01:25       | Falcon 9                     | CCAFS 40        | Starlink v1.0 L7 | 60× Kommunikation | 35A–35BM |
| 10. Juni 2020 18:31      | CZ-2C                        | Taiyuan 9       | HaiYang 1D | Erdbeobachtung | 36A |
| 13. Juni 2020 05:12      | Electron/KS                  | Mahia 1A        | Elana 32: Andesite NRO-Nutzlasten M2 Pathfinder | 9× Forschung ◻ 3 Militärsatelliten TE/Kommunikation ◻ | 37D 37A, 37B, 37C 37E |
| 13. Juni 2020 09:21      | Falcon 9                     | CCAFS 40        | Starlink v1.0 L8 SkySat 16–18 | 58× Kommunikation 3× Erdbeobachtung | 38A–38BK 38BL, 38BN, 38BM                                                                                                   |
| 17. Juni 2020 07:19      | CZ-2D                        | Jiuquan         | Gaofen 9-03 HEAD 5 Pixing 3A | Erdbeobachtung AIS-Datensammlung TE ◻ | 39A 39C 39B |
| 23. Juni 2020 01:43      | CZ-3B/G3                     | Xichang 2       | Beidou-3 G3 | Navigation | 40A |
| 30. Juni 2020 20:10      | Falcon 9                     | CCAFS 40        | GPS III-03 | Navigation | 41A |
| Juli 2020                |                              |                 | | | |
| 3. Juli 2020 03:10       | CZ-4B                        | Taiyuan 9       | Gaofen Duomo Bayi 02 | Erdbeobachtung Schülersatellit ◻ | 42A 42B |
| 4. Juli 2020 21:19       | Electron/KS                  | Mahia 1A        | CE-SAT-1B Flock-4e Faraday 1 | Erdbeobachtung 5× Erdbeobachtung ◻ TE ◻ | Fehlschlag |
| 4. Juli 2020 23:44       | CZ-2D                        | Jiuquan 43/94   | Shiyan Weixing 6-02 | Weltraumwetter | 43A |
| 6. Juli 2020 01:00       | Shavit 2                     | Palmachim       | Ofeq 16 | Militäraufklärung | 44A |
| 9. Juli 2020 12:11       | CZ-3B/G2                     | Xichang 3       | APStar 6D | Kommunikation | 45A |
| 10. Juli 2020 04:17      | Kuaizhou-11 Erstflug         | Jiuquan S-E2    | Jilin 1 Gaofen 02E Weili 1-02 | Erdbeobachtung Navigation | Fehlschlag |
| 15. Juli 2020 13:46      | Minotaur IV                  | MARS 0B         | USA 305 bis 308 (NROL-129) | vier Militärsatelliten | 46A, 46B, 46C, 46D |
| 19. Juli 2020 21:58      | H-IIA 202                    | TNSC Y1         | al-Amal | Marssonde | 47A |
| 20. Juli 2020 21:30      | Falcon 9                     | CCAFS 40        | Anasis-II | Militärkommunikation | 48A |
| 23. Juli 2020 04:41      | CZ-5                         | Wenchang 101    | Tianwen-1 | Marssonde | 49A |
| 23. Juli 2020 14:26      | Sojus-2                      | Baikonur 31/6   | Progress MS-15 | ISS-Versorgung | 50A |
| 25. Juli 2020 03:13      | CZ-4B                        | Taiyuan 9       | Ziyuan 3-3 Longxiayan Tianqi 10 | Erdbeobachtung TE/Astronomie Internet der Dinge | 51A 51B 51C |
| 30. Juli 2020 11:50      | Atlas V 541                  | CCAFS 41        | Mars 2020 | Marssonde | 52A |
| 30. Juli 2020 21:25      | Proton/Bris                  | Baikonur 200/39 | Express 80 Express 103 | Kommunikation | 53B 53A |
| August 2020              |                              |                 | | | |
| 6. Aug. 2020 04:01       | CZ-2D                        | Jiuquan 43/94   | Gaofen 9-04 Tsinghua Science | Erdbeobachtung Forschung | 54A 54B |
| 7. Aug. 2020 05:12       | Falcon 9                     | KSC 39A         | Starlink v1.0 L9 BlackSky Global 5, 6 | 57× Kommunikation 2× Erdbeobachtung | 55A–55BJ 55BP, 55BQ |
| 15. Aug. 2020 22:04      | Ariane 5 ECA                 | CSG A-3         | BSat 4b MEV-2 Galaxy 30 | Kommunikation Satellitenwartung Kommunikation | 56A 56B 56C |
| 18. Aug. 2020 14:31      | Falcon 9                     | CCAFS 40        | Starlink v1.0 L10 SkySat 19-21 | 58× Kommunikation 3× Erdbeobachtung | 57A–57BK 57BQ, 57BR, 57BS                                                                                                   |
| 23. Aug. 2020 02:27      | CZ-2D                        | Jiuquan 43/94   | Gaofen 9-05 DGSW Tiantuo 5 | Erdbeobachtung TE AIS-Datensammlung | 58A 58B 58C |
| 30. Aug. 2020 23:19      | Falcon 9                     | CCAFS 40        | SAOCOM 1B GNOMES 1 EG-1 (Tyvak 0172) | Erdbeobachtung Meteorologie Internet der Dinge ◻ | 59A 59B 59C |
| 31. Aug. 2020 03:05      | Electron/Photon              | Mahia 1A        | Capella 2 (Sequoia) First Light (Photon) | Erdbeobachtung Technologieerprobung | 60B 60A |
| September 2020           |                              |                 | | | |
| 3. Sep. 2020 01:51       | Vega                         | CSG V           | SSMS-Testflug ÑuSat 6 ESail ION SCV „Lukas“ Athena 26× Flock-4v GHGSat-C1 Nemo-HD UPMSat-2 2× FSSCat (3Cat) Trisat Simba Picasso AMICal-Sat OSM-1 Cicero Dido-3 Napa-1 Kepler 2 (TARS) 12× Spacebee TTÜ100 EG-2 (Tyvak 0171) | Erdbeobachtung AIS Raumschlepper TE/Kommunikation Erdbeobachtung ◻ Forschung Erdbeobachtung TE/Forschung ◻ Ausbildung, TE ◻ TE/Forschung ◻ Forschung ◻ Erdbeobachtung ◻ TE/Erdbeobachtung ◻ TE/Kommunikation ◻ Kommunikation ◻ Hochschulprojekt ◻ Internet der Dinge ◻ | Teilerfolg 61A 61B 61C 61D 61AT, 61BB, 61BC … 61G 61F 61E 61W, 61X 61J 61H 61K 61R 61Y 61N 61BA 61AZ 61AE, …, 61AR 61AS 61Z |
| 3. Sep. 2020 01:51       | Vega                         | CSG V           | 8× Lemur-2 | Meteorologie, AIS ◻ | 61AW, 61AC, … |
| 3. Sep. 2020 12:46       | Falcon 9                     | KSC 39A         | Starlink v1.0 L11 | 60× Kommunikation | 62A–62BM |
| 4. Sep. 2020 ca. 07:30   | CZ-2F/T                      | Jiuquan 43/91   | CSSHQ | TE/Raumgleiter | 63A |
| 7. Sep. 2020 05:57       | CZ-4B                        | Taiyuan 9       | Gaofen 11-02 | Erdbeobachtung | 64A |
| 12. Sep. 2020 03:20      | Rocket 3 Erstflug            | PSCA 3B         | (keine Nutzlast) | – | Fehlschlag |
| 12. Sep. 2020 05:02      | Kuaizhou-1A                  | Jiuquan 43/95B  | Jilin 1 Gaofen 02C | Erdbeobachtung | Fehlschlag |
| 15. Sep. 2020 01:23      | CZ-11H                       | Gelbes Meer     | Jilin 1 Gaofen 03-1 | 9× Erdbeobachtung | 65A, 65B, …, 65J |
| 21. Sep. 2020 05:40      | CZ-4B                        | Jiuquan 43/94   | Haiyang 2C | Erdbeobachtung | 66A |
| 27. Sep. 2020 03:23      | CZ-4B                        | Taiyuan 9       | HJ-2A HJ-2B | Erdbeobachtung | 67A 67B |
| 28. Sep. 2020 11:20      | Sojus-2/Fregat               | Plessezk 43/4   | Gonets-M MeznSat NetSat Salsat ICEYE X6, X7 4× Lemur-2 2× Kepler LacunaSat 3 Dekart 2× Yarilo Norbi | 3× Kommunikation TE ◻ 4× TE ◻ Technologieerprobung 2× TE Meteorologie, AIS ◻ Kommunikation Kommunikation ◻ ADS-B, Forschung ◻ Forschung ◻ Hochschulprojekt ◻ | 68A, 68B, 68C 68D 68W, 68X, 68V, 68U 68K 68M, 68L 68Q, 68R, 68S, 68T 68N, 68P 68G 68H 68E, 68F 68J                          |
| Oktober 2020             |                              |                 | | | |
| 3. Okt. 2020 01:16       | Antares                      | MARS 0A         | Cygnus CRS-14 „Kalpana Chawla“ Elana 31 2× Lemur-2 Descent Sattla 1 | ISS-Versorgung 3 Hochschulprojekte ◻ Meteorologie, AIS ◻ TE/Deorbiting ◻ Hochschulprojekt ◻ | 69A 1998-067RR – RT 1998-067RV, RW 1998-067RX                                                                               |
| 6. Okt. 2020 11:29       | Falcon 9                     | KSC 39A         | Starlink v1.0 L12 | 60× Kommunikation | 70A–70BM |
| 11. Okt. 2020 16:57      | CZ-3B/G3                     | Xichang         | Gaofen 13 | Erdbeobachtung | 71A |
| 14. Okt. 2020 05:45      | Sojus-2                      | Baikonur 31/6   | Sojus MS-17 | bemannte ISS-Mission | 72A |
| 18. Okt. 2020 12:25      | Falcon 9                     | KSC 39A         | Starlink v1.0 L13 | 60× Kommunikation | 73A–73BM |
| 24. Okt. 2020 15:31      | Falcon 9                     | CCAFS 40        | Starlink v1.0 L14 | 60× Kommunikation | 74A–74BM |
| 25. Okt. 2020 19:08      | Sojus-2/Fregat               | Plessezk 43/4   | Glonass-K 15L | Navigation | 75A |
| 26. Okt. 2020 15:19      | CZ-2C                        | Xichang 3       | Yaogan 30-07 Tianqi 6 | 3× Geophysikalische Prospektion Internet der Dinge | 76A, 76B, 76C 76D |
| 28. Okt. 2020 21:21      | Electron/KS                  | Mahia 1A        | CE-SAT-2B Flock-4e’ | Erdbeobachtung 9× Erdbeobachtung ◻ | 77F 77A, 77H, 77G, 77J … |
| November 2020            |                              |                 | | | |
| 5. Nov. 2020 23:24       | Falcon 9                     | CCAFS 40        | GPS III-04 | Navigation | 78A |
| 6. Nov. 2020 03:19       | CZ-6                         | Taiyuan 16      | ÑuSat 9-18 Taiyuan Tianyan 05 Beihang Kongshi 1 ? | 10× Erdbeobachtung Technologieerprobung TE ◻/12U ? | 79B, 79F, …, 79K |
| 7. Nov. 2020 07:12       | Ceres-1 Erstflug             | Jiuquan 43/95A  | Tianqi 11 | Internet der Dinge | 80A |
| 7. Nov. 2020 09:41       | PSLV-DL                      | SHAR 2          | Risat-2BR2 KSM 1–4 4× Lemur-2 R 2 (M6P 2) | Erdbeob./Aufklärung 4× Aufklärung ◻ Meteorologie, AIS ◻ TE/Kommunikation ◻ | 81A 81H, 81K, 81C, 81B 81D, 81E, 81F, 81G 81J                                                                               |
| 12. Nov. 2020 15:59      | CZ-3B/G3                     | Xichang 2       | Tiantong 1-02 | Kommunikation | 82A |
| 13. Nov. 2020 22:32      | Atlas V 531                  | CCAFS 41        | USA 310 (NROL-101) | Aufklärung | 83A |
| 16. Nov. 2020 00:27      | Falcon 9                     | KSC 39A         | SpaceX Crew-1 | bemannte ISS-Mission | 84A |
| 17. Nov. 2020 01:52      | Vega                         | CSG V           | Ingenio Taranis | Erdbeobachtung | Fehlschlag |
| 20. Nov. 2020 02:20      | Electron/KS                  | Mahia 1A        | Dragracer Corvus BC-5 24× Spacebee BRO 2, 3 APSS 1 Gnome Chompski | 2× TE Erdbeobachtung ◻ Kommunikation ◻ 2× Aufklärung ◻ Forschung ◻ Zwergenfigur | 85AB, 85AC 85C 85AA, 85AH, …, 85AF 85M, 85Q 85D 085B                                                                        |
| 21. Nov. 2020 17:17      | Falcon 9                     | VAFB 4E         | Sentinel 6 „Michael Freilich“ | Erdbeobachtung | 86A |
| 23. Nov. 2020 20:30      | CZ-5                         | Wenchang 101    | Chang’e-5 | Mondsonde | 87A |
| 25. Nov. 2020 02:13      | Falcon 9                     | CCAFS 40        | Starlink v1.0 L15 | 60× Kommunikation | 88A–88BM |
| 29. Nov. 2020 08:25      | H-IIA 202                    | TNSC Y1         | JDRS 1 | Kommunikation | 89A |
| Dezember 2020            |                              |                 | | | |
| 2. Dez. 2020 01:33       | Sojus-ST/Fregat              | CSG S           | Falcon Eye 2 | Aufklärung | 90A |
| 3. Dez. 2020 01:14       | Sojus-2/Fregat               | Plessezk 43/3   | Gonets-M Kosmos 2548 (ERA 1) | 3× Kommunikation Militärsatellit | 91A, 91B, 91C 91D |
| 6. Dez. 2020 03:58       | CZ-3B/G5                     | Xichang 3       | Gaofen 14 | Erdbeobachtung | 92A |
| 6. Dez. 2020 16:17       | Falcon 9                     | KSC 39A         | Dragon CRS-21 Bishop | ISS-Versorgung ISS-Modul | 93A |
| 9. Dez. 2020 20:14       | CZ-11                        | Xichang         | GECAM | 2× Forschung | 94A, 94B |
| 11. Dez. 2020 01:09      | Delta IV Heavy               | CCSFS 37B       | USA 311 (NROL-44) | Aufklärung | 95A |
| 13. Dez. 2020 17:30      | Falcon 9                     | CCSFS 40        | SXM 7 | Satellitenradio | 96A |
| 14. Dez. 2020 05:50      | Angara A5/Bris               | Plessezk 35/1   | IPM 2 (GVM) | Massesimulator | 97A |
| 15. Dez. 2020 10:09      | Electron/KS                  | Mahia 1A        | StriX-α | Erdbeobachtung | 98A |
| 15. Dez. 2020 20:55      | Rocket 3                     | PSCA 3B         | (keine Nutzlast) | – | Teilerfolg |
| 17. Dez. 2020 10:11      | PSLV-XL                      | SHAR 2          | CMS 1 (GSAT-12R) | Kommunikation | 99A |
| 18. Dez. 2020 12:26      | Sojus-2/Fregat               | Wostotschny 1S  | OneWeb 4 | 36× Kommunikation | 100A–100AM |
| 19. Dez. 2020 14:00      | Falcon 9                     | KSC 39A         | USA 312, 313 (NROL-108) | (geheim) | 101A, 101B |
| 22. Dez. 2020 04:37      | CZ-8 Erstflug                | Wenchang 201    | XYZ-7 Haisi-1 Yuanguang ET-Smart-RSS Tianqi 8 | Technologieerprobung Erdbeobachtung Forschung ◻/12U Erdbeobachtung ◻ Internet der Dinge | 102C 102B 102E 102A 102D |
| 27. Dez. 2020 15:44      | CZ-4C                        | Jiuquan 43/94   | Yaogan-33 Weina Jishu Shiyan | Aufklärung Forschung? | 103A 103B |
| 29. Dez. 2020 16:42      | Sojus-ST/Fregat              | CSG S           | CSO 2 | Aufklärung | 104A |

Art / Zweck: Die Abkürzung „TE“ steht für „Technologieerprobung“, also das Testen neuer Satellitentechnik; das Symbol ◻ kennzeichnet Cubesats. Bei Cubesats ab 12U-Format ist die Größe mit angegeben. Siehe Satellitentypen für weitere Erläuterungen.

## Fehlschläge und Teilerfolge
1. ↑  Der Satellit erreichte den Weltraum, aber keine Orbitalgeschwindigkeit. (iribnews.ir)
2. ↑  Nach der Abtrennung der ersten Stufe traten Probleme mit dem Antrieb der Zweitstufe auf. Ursache war wahrscheinlich eine Kavitation in einer Sauerstoffleitung, die zu einer Triebwerks-Fehlfunktion führte. Der Kontakt zu der Rakete ging verloren. (spaceflightfans.cn, 12. März 2021)
3. ↑  Inoffiziellen Berichten zufolge erreichte der Satellit wegen einer Fehlfunktion der dritten Stufe keine Erdumlaufbahn. (Nasaspaceflight.com und Spacenews, 9. April 2020)
4. ↑  Wegen eines Leitungsbruchs wurde das Triebwerk der ersten Stufe nicht mehr mit Sauerstoff versorgt und abgeschaltet. Danach fiel die Rakete ins Meer. (Virgin Orbit, 27. Mai 2020 und 22. Juli 2020)
5. ↑  Während des Flugs der zweiten Raketenstufe erhitzte sich eine schadhafte elektrischen Verbindung. Infolgedessen fiel die Stromversorgung des elektrischen Systems aus und das Triebwerk wurde abgeschaltet. (Rocket Lab, 31. Juli 2020)
6. ↑  Kurz nach dem Start anormales Verhalten der Rakete (spaceflightfans.cn, 10. Juli 2020).
7. ↑  Zwei der acht Lemur-2-Satelliten verblieben an der oberen Raketenstufe und fielen mit dieser zurück auf die Erde. (Gunter’s Space Page)
8. ↑  Durch einen Fehler der Lagekontrollregelung geriet die Rakete in eine schwingende Rollbewegung und kam vom Kurs ab. Sie wurde daraufhin kontrolliert gesprengt. (Ars Technica, 14. September 2020)
9. ↑  Der Satellit wurde nicht in die geplante Umlaufbahn ausgesetzt (nasaspaceflight.com, 12. Sept. 2020).
10. ↑  Die vierte Raketenstufe geriet direkt nach der Triebwerkszündung ins Taumeln und stürzte schließlich ab. Ursache waren falsch angeschlossene Kabel an zwei Aktoren der Schubvektorsteuerung (Spacenews, 17. November 2020).
11. ↑  Die zweite Stufe der Rakete schaltete sich 12–15 Sekunden zu früh ab, weil der Treibstoff nicht ausreichte. Es wurde eine Geschwindigkeit von 7,2 km/s erreicht, statt der notwendigen 7,7 km/s für eine Erdumlaufbahn. (CNBC, 16. Dezember 2020)

## Weitere Anmerkungen
1. 1 2 3 4 5 6 7 8 9  Diese Kleinsatelliten wurden zunächst zur ISS gebracht. Wenn sie von dort oder von einem rückkehrenden Raumschiff aus ins All ausgesetzt wurden, erhalten sie eine COSPAR-ID, die von der ID der ISS (1998-067A) bzw. dem jeweiligen Raumschiff abgeleitet ist.
2. ↑  Der Satellit wurde später in den Cygnus-CRS-13-Frachter verladen und von diesem nach dem Ablegen von der ISS in den Weltraum ausgesetzt.
3. ↑  Das PPRAM-Experiment war fest an dem Raumgleiter montiert.
4. 1 2 3 4  Der Start war erfolgreich, aber die ausgesetzten Nutzlasten wurden nicht identifiziert; beispielsweise weil Informationen vom Betreiber fehlen oder weil mehrere Satelliten auf ähnlichen Umlaufbahnen nicht unterschieden werden konnten.
5. ↑  Die US-amerikanische Weltraumüberwachung entdeckte ein weiteres, unbekanntes Objekt, das mit diesem Start in eine Umlaufbahn gebracht wurde.
6. ↑  Die Figur blieb fest mit der oberen Raketenstufe verbunden.